# Sanford (Maine)
Sanford é uma cidade  localizada no estado americano de Maine, no Condado de York.

## Demografia
Segundo o censo americano de 2000, a sua população era de 20.806 habitantes.

## Geografia
De acordo com o United States Census Bureau tem uma área de
126,2 km², dos quais 123,8 km² cobertos por terra e 2,4 km² cobertos por água.

## Localidades na vizinhança
O diagrama seguinte representa as localidades num raio de 20 km ao redor de Sanford.